# Río Grande (Argentina)
Río Grande je město v argentinské provincii Tierra del Fuego. Leží na ostrově Isla Grande de Tierra del Fuego v Ohňové zemi. Osídlování oblasti začalo díky kvalitním pastvinám. Město bylo založeno dne 11. července 1921. V roce 2010 zde žilo 67 038 obyvatel. Nedaleko města se nachází mezinárodní letiště.